# Kinh Du hành
Kinh Du Hành là một bài kinh Phật giáo quan trọng thuộc Trường A-hàm, ghi lại những lời dạy của Phật về các nguyên tắc xây dựng quốc gia hưng thịnh cùng với những chỉ dạy về giới, định, tuệ và giải thoát. Bài kinh còn mô tả hành trình du hóa của Thích-ca Mâu-ni và các đệ tử, với nhiều sự kiện và địa điểm quan trọng trong cuộc đời hoằng pháp của ông.